# クアタラソさぬき津田
クアタラソさぬき津田（クアタラソさぬきつだ）は、香川県さぬき市津田町鶴羽にあったクアハウス施設。
元々は旧津田町（現・さぬき市）が運営する町営のクアハウスだったが、1996年11月に津田健康開発公社に管理を委託すると同時に施設の運営を民間企業に委託する。2009年現在の委託運営先は穴吹エンタープライズ。

## 沿革
- 1993年（平成5年）3月 -「クアタラソさぬき津田」を建設。株式会社津田健康開発公社を設立し、同施設の管理運営を委託。
- 1996年（平成8年）11月 - 運営を穴吹エンタープライズ株式会社に委託する。
- 2024年（令和6年）3月31日 - この日の営業終了をもって、無期限の営業休止（実質的には閉館）となる。

## 施設
- 地上3階
- バディーゾーン構成（かぶり湯・うたせ湯・寝湯・圧注浴・タラソ浴・歩行浴・採暖浴・箱蒸し・冷水浴・気泡湯・遠赤サウナ・ミストサウナ・ボディーシャワー・トゴール浴・全身部分浴）
- 温水プール構成（運動プール20m×5m水深1.3m・子供プール水深0.3m・ウォータースライダー延長27.2m・着水プール水深0.8m）